# Cụm Luân Đôn
Cụm Luân Đôn (tiếng Anh: London Reefs, tiếng Trung: 尹庆群礁, bính âm: Yinqing Qunjiao, Hán-Việt: Doãn Khánh quần tiêu) là tập hợp các thực thể địa lý gồm có các bãi đá san hô bao gồm đá Đông, đá Tây và đá Châu Viên và đảo Trường Sa Đông (tên cũ Đá Giữa) trải theo chiều ngang từ 8°49′B 112°12′Đ / 8,82°B 112,2°Đ đến 8°56′B 112°52′Đ / 8,94°B 112,86°Đ thuộc quần đảo Trường Sa trên Biển Đông..
Hiện việt Nam đang quản lý đá Đông, đá Tây, và đảo Trường Sa Đông còn đá Châu Viên bị Trung Quốc chiếm giữ từ năm 1988.

## Danh sách các bãi đá
| Tên                | Tên Tiếng Anh       | Tên Tiếng Trung | Tọa Độ                                          | Diện tích đảo nổi | Ảnh vệ tinh |
| ------------------ | ------------------- | --- | ----------------------------------------------- | ----------------- | ----------- |
| Đá Châu Viên       | Cuarteron Reef      | 华阳礁 (bính âm: Huáyáng jiāo, Hán-Việt: Hoa Dương tiêu)                                                                                       | 8°53′00″B 112°51′05″Đ / 8,883333°B 112,851389°Đ | 23 ha             |             |
| Đá Đông            | East London Reef    | 东礁 (bính âm: Dōng jiāo, Hán-Việt: Đông tiêu)                                                                                                 | 8°49′42″B 112°35′48″Đ / 8,828333°B 112,596667°Đ |                   |             |
| Đá Tây             | West London Reef    | - Rạn vòng Đá Tây: 西礁 (bính âm: Xī jiāo, Hán-Việt: Tây tiêu) - Đảo Đá Tây A: 西礁东岛 (bính âm: Xījiāo Dōngdǎo, Hán-Việt: Tây Tiêu Đông đảo) | 8°51′00″B 112°12′00″Đ / 8,85°B 112,2°Đ          | 11 ha             |             |
| Đảo Trường Sa Đông | Central London Reef | 中礁 (bính âm: Zhōng jiāo, Hán-Việt: Trung tiêu)                                                                                               | 8°56′06″B 112°20′54″Đ / 8,935°B 112,348333°Đ    | 15 ha             |             |

## Hình ảnh

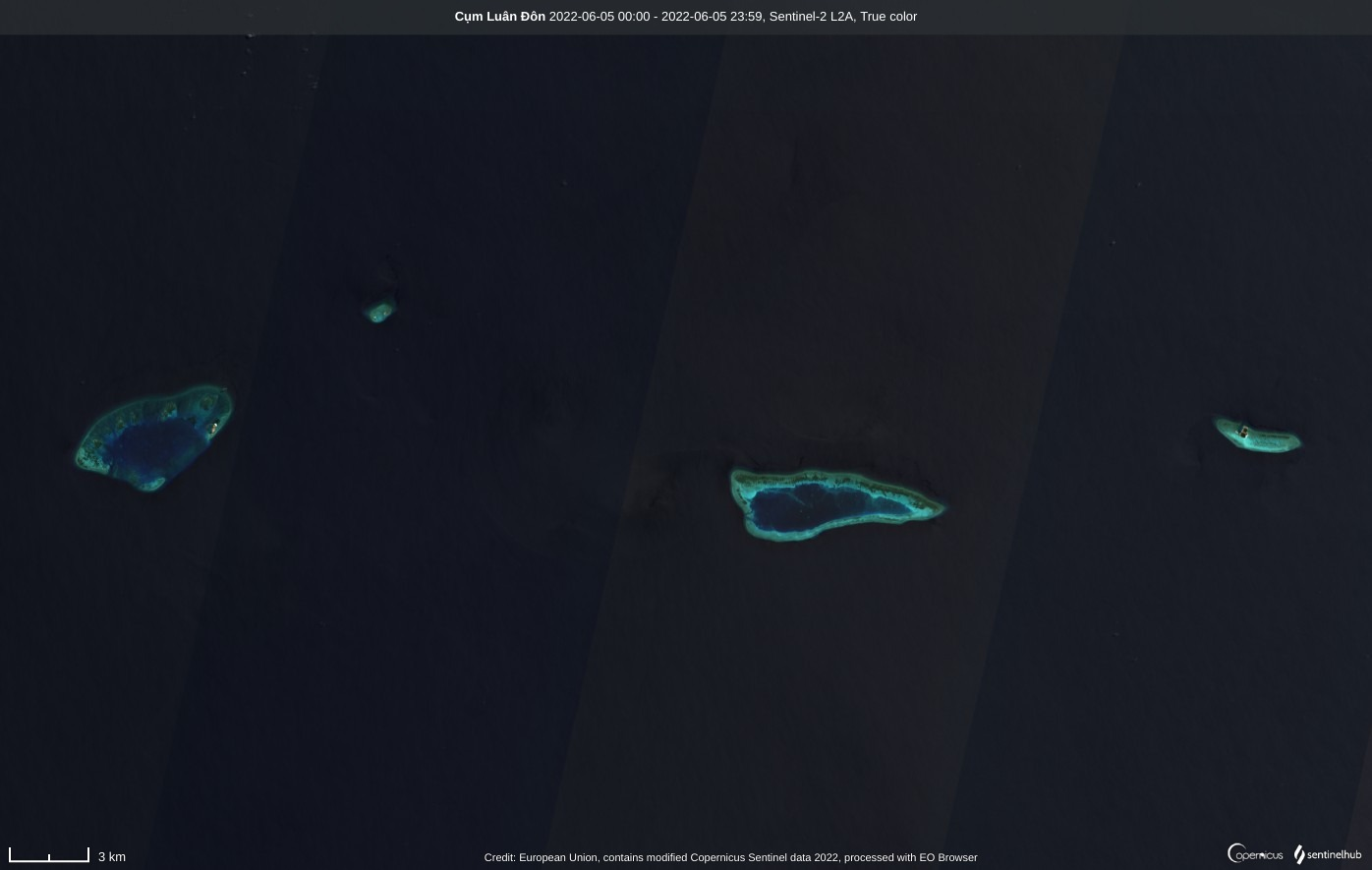
Ảnh vệ tinh chụp Cụm san hô Luân Đôn